# Mekarmaju
Mekarmaju is een bestuurslaag in het regentschap Bandung van de provincie West-Java, Indonesië. Mekarmaju telt 5544 inwoners (volkstelling 2010).